# Erich Hohenberger
Erich Hohenberger (* 24. Juni 1948 in Wien) ist ein österreichischer Politiker (SPÖ). Hohenberger ist seit 1989 Bezirksvorsteher des Wiener Gemeindebezirks Landstraße.

## Leben
Hohenberger trat 1966 in die Zentralsparkasse der Gemeinde Wien ein und absolvierte eine Ausbildung zum Banker. Vor seinem beruflichen Wechsel in die Politik war er zuletzt als Sekretär des Generaldirektor-Stellvertreters Paul Höfinger tätig. Hohenberger übernahm 1985 das Amt des Bezirksvorsteher-Stellvertreters im Bezirk Landstraße, am 14. Dezember 1989 wurde er als Bezirksvorsteher angelobt. Derzeit ist Erich Hohenberger der längstdienende Bezirksvorsteher Wiens.
Sein großes Hobby ist Fußball, wobei er nach wie vor einmal die Woche im Freundeskreis selbst spielt. Er ist Unterstützer und Ehrenpräsident des Rennweger Sportvereines 1901 RSV 1901.
2003 infizierte sich Hohenberger mit dem Hanta-Virus, worauf er ein multiples Organversagen erlitt. Hohenberger überlebte nach sechs Wochen auf der Intensivstation in der Rudolfstiftung und erhielt im Herbst 2009 eine neue Niere von seiner Ehefrau.

## Auszeichnungen
- 2017: Ritter des Silvesterordens
- 2018: Großes Goldenes Ehrenzeichen für Verdienste um das Land Wien[3]